# 運賃学説
運賃学説（うんちんがくせつ・英pricing of transport theory）とは、交通サービス・用役に対価として支払う運賃の決定方法に関する学説のことである。
古くは利用者（輸送される人間及び貨物の所有者）の持つ費用支払能力に応じてなおかつ倫理的観点から安めに抑えた金額をもって運賃を定めるとされた運送負担力主義（うんそうふたんりょくしゅぎ）が採用されていたが、近代以後にはより明確な算定基準が求められるようになった。運賃学説には、大きく分けると以下の3つに分類することが可能である。

## 運送価値説
利用者がその交通用役の利用の対価として支払っても良いと認める価値（需要価値）に応じて運賃が定まるという説である。これによれば、客車に1等・2等の階差が存在したり、高級品の輸送代金が高くなるのは、その需要価値が違うからと考えられた。この説は交通機関における競争が不完全で交通機関の経営者側にとっては独占的な利潤獲得手段であった20世紀前半までは有力であったが、交通手段が多様化して競争が激化するとこの説は通説としては成り立たなくなっていった。

## 運送費用説
運賃は当該交通用役にかかる費用、すなわち生産費を元に産出すべきであるとする考え方。交通機関間の競争の存在を前提として考え出された説で、鉄道経営に関する費用分析が行われるようになった19世紀末から登場した。旧来の運送負担力主義を合理的に捉え、適正利益を含めた固定設備の共通費を負担力に応じて各利用者に配分し、それぞれに発生する個別費を付加することで個別の運賃率が決定できると捉えられた。今日の運賃はこの説を基本として運送価値説・限界費用説的要素を含めて補正が加えられる形で形成されることが多い。

## 限界費用説
1930年代以後に主に厚生経済学や社会主義経済の支持者が唱えた説で、運賃を限界費用を基準に定めれば、利用者は安く、経営者は資源を無駄にすることなく運営できるとする考え方。需要の変動が少ない場合には短期費用限界、投資や運賃の安定性を重視する場合には長期費用限界を運賃算定の基礎とする。この説には旧来の2説の支持者からの反対論も強くあったものの、一定の支持を得ている考え方でもある。